# 慶應義塾大學校友列表
慶應義塾大學校友列表，是著名知名慶應義塾大學校友的集成資料。本條目將慶應義塾大學校友分為數大類，除了特例，各分人物不重疊。

## 企業界
- 安藤宏基－日清食品總裁，1971年商學部畢業
- 鈴木茂晴－大和证券總裁，1971年經濟學部畢業
- 襟川陽一－光榮特庫摩總裁，1973年商學部畢業
- 堀切功章－龜甲萬總裁，1974年經濟學部畢業
- 横尾敬介－產業革新投資機構總裁，1974年商學部畢業
- 永野毅－東京海上控股總裁，1975年商學部畢業
- 國分文也－丸紅株式會社總裁，1975年經濟學部畢業
- 迫本淳一－松竹株式會社總裁，1976年經濟學部畢業
- 松原眞樹－KADOKAWA總裁，1977年經濟學部畢業
- 磯崎功典－麒麟控股總裁，1977年經濟學部畢業
- 豐田章男－豐田汽車總裁，1979年法學部畢業
- 大西洋－三越伊勢丹控股總裁，1979年商學部畢業
- 島村琢哉－旭硝子總裁，1980年經濟學部畢業
- 中田卓也－山葉公司總裁，1981年法學部畢業
- 青井浩－丸井總裁，1983年文學部畢業
- 玉塚元一－羅森總裁，1985年法學部畢業
- 小林一俊－高絲總裁，1986年法學部畢業
- 樫尾和宏－卡西歐總裁，1991年理工學部畢業
- 小林章浩－小林製藥總裁，1994年經濟學部畢業
- 谷鄉元昭－Cover代表取締役社長，1997理工学部機械畢業[1]

## 科學界
- 御子柴克彥－生物學家
- 神原陽一－物理學家
- 向井千秋－宇航员、外科医生
- 近藤誠 - 有爭議的醫學家
- 泰德·尼爾森 - 美國信息技術先驅，哲學家和社會學家

## 政治界
- 日本內閣總理大臣
  - 犬養毅－第29届首相
  - 吉田茂- 第45、48至51届首相
  - 橋本龍太郎－第82、83届首相
  - 小泉純一郎－第87至89届首相
- 國會議員
  - 堀切善兵衛 - 第27届衆議院議長
  - 田村元 - 第66届衆議院議長
  - 櫻内義雄 - 第67届衆議院議長
  - 綿貫民輔 - 第70届衆議院議長
  - 齋藤十朗 - 第21、22届参議院議長
  - 小澤一郎－民主黨代表
  - 平沼赳夫－議員
  - 鹽川正十郎－第1次小泉内閣财务大臣
  - 龜井善之－第2次小泉内阁农林水产大臣
  - 松澤成文－議員

## 文學家
- 萩原朔太郎－詩人（肄業）
- 遠藤周作－小說家
- 獅子文六－文學家
- 佐藤春夫－小說家
- 安岡章太郎－小說家
- 夢野久作－推理作家
- 堀田善衛－小說家
- 堀口大學－詩人
- 柴田鍊三郎－小說家
- 朝吹真理子－小說家
- 荻野安娜－小說家
- 玄侑宗久－小說家
- 草野心平－詩人（肄業）
- 久保田万太郎－小說家
- 夏樹靜子－推理作家
- 大澤在昌－推理作家（肄業）
- 永井荷風－小說家
- 鈴木光司－作家
- 本多孝好－作家
- 朱川湊人－恐怖小說家
- 高岩肇－電影編劇
- 池井戶潤－小說家
- 蒼山探－小說家

## 作曲家
- 千住明
- 富田勳
- 湯淺讓二
- 内池秀和

## 藝人
- 一青窈－台裔歌手
- 石原裕次郎－影星、前東京知事石原慎太郎的弟弟（肄業）
- 樱井翔－偶像團體嵐成員
- 菊池風磨－偶像團體Sexy Zone成員
- 小出惠介－演員
- 中田敦彥－諧星（東方收音機）
- 中村雅俊－歌手、演員
- 石阪浩二－演員
- 大後壽壽花－演員
- 加山雄三－演員、歌手
- 竹內由惠－朝日電視台主持人（《Music Station》）、主播、2006年慶應小姐
- 窪塚俊介－演員
- 夏八木勳－演員
- 別所哲也－演員
- 法蘭奇·堺－演員
- 紺野美沙子－演員
- 二谷友里惠－演員
- 麻生祐未－演員
- 檀富美－演員
- 菊池麻衣子－演員
- 黑柳徹子－主持人
- 府川亮－諧星
- 紺野朝美－早安少女組第五期成員
- KREVA－歌手、KICK THE CAN CREW成員之一
- 市川龜治郎－歌舞伎演員
- 柴本幸－女演員
- 水嶋斐呂－男演員
- 仙洞田涼平－視覺系團體メガマソ成員
- 石田剛規－男演員、籃球員
- miwa－女歌手
- 古川雄輝－慶應先生、演员
- 藤井美菜－演員
- 岩田剛典－演員、Performer、三代目J Soul Brothers、EXILE成員之一
- 岩田陽葵－harmoe成員、聲優、演員
- 鈴木愛理－℃-ute成員、現為SOLO女歌手
- 二階堂富美－演員
- 竹內美宥－元AKB48成員、現為韓國Mystic Story旗下練習生
- 內山奈月 - AKB48成員
- 竹渕慶 - goose house成員之一/ tetra+女聲與鋼琴擔當/ PlayYou.House第一期生、現為SOLO女歌手
- 山崎葵（日语：山崎あおい） - J-POP職人
- 野田洋次郎 - Radwimps成員
- 三原慧悟－Youtuber、藝人、電影導演
- 村上幸平－男演員 在《假面騎士555》 - 飾假面騎士Kaixa／草加雅人
- 山崎怜奈 - 乃木坂46成員
- 輿美咲 - 水曜日のカンパネラ主唱、演員
- 松來未祐－聲優
- 原风佳 - 演员，NHK儿童节目《躲猫猫！》第三代小姐姐。
- 美園櫻 - 演员，前寶塚歌舞劇團月組主演娘役。
- 小田倉麗奈－櫻坂46成員、在學中。

### 藝能界相關
- 淺利慶太－劇團劇團四季負責人
- 稻川素子－經紀公司社長
- 鈴木敏夫－吉卜力工作室影片製作人
- 淺野妙子－編劇

### 主播
- 日本電視台
  - 辻岡義堂－総合政策學部畢業
  - 水卜麻美－文學部畢業
  - 岩本乃蒼－環境情報學部畢業
  - 岩田絵里奈－文學部畢業
- 朝日電視台
  - 竹內由惠－法學部畢業
  - 弘中綾香－法學部畢業
- TBS電視台
  - 宇內梨沙－文學部畢業
- 東京電視台
  - 末武里佳子-經濟學部畢業
  - 角谷暁子－文學部畢業
- 富士電視台
  - 小澤陽子－環境情報學部畢業

## 體育界
- 水原茂－日本職棒讀賣巨人隊球員、監督
- 高橋由伸－日本職棒讀賣巨人隊球員、監督
- 大江季雄－田徑運動員
- 三宅諒－劍擊運動員
- 深津尚子－桌球運動員
- 山縣亮太－田徑運動員
- 柳田將洋－排球運動員

## 其他
- 川久保玲－服裝設計師
- 山本耀司－服裝設計師
- 梅澤由香里－圍棋棋士
- 星野道夫－攝影師

## 留學生
- 林觉民－黄花岗七十二烈士之一
- 陳拱北－台灣公共衛生先驅、台大教授
- 郭章垣－外科醫生、二二八事件遇难者
- 陳炘－創辦大東信託、二二八事件遇难者
- 張宏艷－前香港有線電視新聞報導員
- 馮以超－1970年代香港學運領袖
- 柯孫達－柯達飯店集團負責人

## 註腳
1. ↑  吉川慧. . Business Insider. 2021-03-22. （原始内容存档于2021-05-16）.